# خوش‌خوان چانه‌سبز
خوش‌خوان چانه‌سبز (نام علمی: Euphonia chalybea) نام یک گونه از سرده سهره‌های خوش‌خوان است.